# Quế Phước
Quế Phước is een xã in het district Nông Sơn, een van de districten in de Vietnamese provincie Quảng Nam. Quế Phước heeft ruim 2400 inwoners op een oppervlakte van 10,22 km².
Quế Phước ligt op precies 108° oosterlengte en ligt op de rechter oever van de Thu Bồn.